# يوهانس أوت
يوهانس أوت (بالألمانية: Johannes Ott)‏ هو مصمم الإنتاج ألماني، ولد في 19 سبتمبر 1919 في برلين في ألمانيا، وتوفي بنفس المكان في 24 أبريل 1995.

## وصلات خارجية
- يوهانس أوت على موقع IMDb (الإنجليزية)
- يوهانس أوت على موقع أول موفي (الإنجليزية)
- يوهانس أوت على موقع قاعدة بيانات الأفلام السويدية (السويدية)
- يوهانس أوت على موقع كينوبويسك (الروسية)